# Test de Thomas
Pour les articles homonymes, voir Thomas.
Le test de Thomas est une manœuvre de l'examen physique, nommé d'après le Dr Hugh Owen Thomas, un chirurgien orthopédique britannique (1834-1891). Il est utilisé pour éliminer une flexion serrée de la hanche et le syndrome du psoas, souvent présent chez les coureurs, danseurs et gymnastes se plaignant de « raideur » de la hanche et rapportant une sensation de « claquage » lors de la flexion de la hanche.

## Description
Le patient est allongé sur le dos sur la table d'examen. Il serre le genou de la jambe non symptomatique contre sa poitrine tout en laissant la jambe symptomatique allongée et pendante au bout de la table. Tenir le genou contre la poitrine aplatit la lordose lombaire et stabilise le bassin.

## Interprétation
Si le muscle ilio-psoas est raccourci ou si une contracture est présente, la hanche impliquée ne pourra demeurer en position neutre et aura un mouvement de flexion. Ceci constitue un test de Thomas positif. Parfois, avec un patient très flexible, le test de Thomas sera normal malgré la présence d'un dysfonctionnement du psoas. Cependant, chez le patient avec une articulation de la hanche normale, un test positif est un bon indicateur de l'hypertonicité du psoas.
Autres signes du test de Thomas :
- la hanche controlatérale fléchit sans extension du genou - iliopsoas serré ;
- abduction de la hanche pendant le test - tensor fasciae latae ;
- flexion du genou de moins de 90 degrés - droit fémoral serré ;
- Rotation latérale du tibia - biceps fémoral serré.

Le test comprend trois étapes :
- étape 1 : Le patient est allongé sur le dos sur la table d'examen, les jambes pendantes. Le clinicien passe la paume de sa main sous la colonne vertébrale du patient pour confirmer la lordose lombaire ;
- étape 2 : La hanche «non affectée» est fléchie jusqu'à ce que la cuisse touche juste l'abdomen pour effacer la lordose lombaire. Le bassin doit être neutre (non incliné en avant ou en arrière) ;
- étape 3 : Le clinicien observe et mesure l'angle entre la cuisse affectée et la table pour révéler la déformation de flexion fixe de la hanche ;
- étape 4 (au besoin) : Le clinicien observe et mesure l'angle de flexion du genou pour objectiver la contracture du droit fémoral.